# Friedrich August Krantz
Friedrich August Krantz (* 20. Mai 1863 in Annaberg; † 10. Oktober 1941 in Dresden) war ein deutscher Hütteningenieur und Hochschullehrer für Unfallverhütung.

## Leben
Friedrich August Krantz erlangte im Jahre 1882 an der Realschule in Annaberg das Abitur und studierte an der Bergakademie Freiberg Hüttenkunde. Nach dem Diplom im Jahre 1886 und einer Praktikantentätigkeit in den Staatlichen Hütten bei Freiberg begann er seine berufliche Laufbahn bei der Gutehoffnungshütte in Oberhausen und bald darauf als Ingenieur im Labor des Hochofenwerkes der Wissener Hütte. 1890 ging er wieder zur Gutehoffnungshütte, wo er Betriebsassistent im Hochofenwerk wurde.
1894 wechselte Krantz zur Preußischen Gewerbeaufsicht in Hagen in Westfalen. 1899 wurde er zum Gewerbeinspektor und 1906 zum Gewerberat in Kattowitz befördert. 1912 erfolgte zunächst seine Ernennung zum Regierungsrat, später zum Oberregierungsrat und zum Vortragenden Rat und Landesgewerbeinspektor im Sächsischen Innenministerium. Gleichzeitig wurde er Dozent für Unfallverhütung an der Technischen Hochschule Dresden. 1920 erfolgte seine Ernennung zum Ministerial- und Geheimrat im Sächsischen Arbeits- und Wohlfahrtsministerium sowie Vorsitzenden des Technischen Rates im Sächsischen Wirtschaftsministerium. Von 1920 bis 1926 war er Honorarprofessor für Unfallverhütung an der TU Dresden.  
Friedrich August Krantz war Angehöriger des Corps Franconia Freiberg.

## Publikationen
- Ein Beitrag zur Regulierung der physikalischen Bodeneigenschaften, 1888
- Die Entwicklung der Oberschlesischen Zinkindustrie, 1911
- Sonntagsruhe für Arbeiter und Angestellte in gewerblichen Betrieben, 1921